# Emőke Szőcs
Emőke Szőcs (* 20. Oktober 1985 in Miercurea Ciuc, Rumänien) ist eine ehemalige ungarische und vormals rumänische Biathletin und Skilangläuferin.
Emőke Szőcs arbeitet als Lehrerin und Trainerin und lebt in Miercurea Ciuc. Die Athletin von SPORT CLUB Miercurea Ciuc wird von Márton Simon trainiert. Ab 2001 betrieb sie Biathlon, 2003 rückte sie ins Nationalteam Rumäniens auf. 2002 in Ridnaun, 2003 in Kościelisko, 2004 in Haute-Maurienne und 2005 in Kontiolahti nahm die Rumänin an Junioren-Weltmeisterschaften teil. Sie erreichte durchweg Ergebnisse im Bereich der 30er und 40er, nur im Verfolgungsrennen 2004 erreichte Szőcs mit Rang 29 ein besseres Resultat. 2006 trat sie in Langdorf bei den Junioren-Europameisterschaften teil und erreichte ihr bestes Resultat mit Rang 14 im Sprint.
Das erste Großereignis im Frauenbereich wurden die Militär-Skiweltmeisterschaften 2004 in Östersund, wo Szőcs im Sprint 47. wurde, mit der Militärpatrouille Neunte. Von 2006 bis 2018 startete sie im Biathlon-Europacup. Ihr bestes Resultat erreichte sie 2009 als Achte eines Sprints in Altenberg. Auch im Biathlon-Weltcup trat sie erstmals 2006, in Oberhof, an und wurde gemeinsam mit Dana Cojocea, Alexandra Rusu und Mihaela Purdea im Staffelrennen 15. und 80. im Sprintrennen. Ihr bestes Ergebnis erreichte sie als 68. 2008 in Hochfilzen. Die Sommerbiathlon-Weltmeisterschaften 2007 in Otepää beendete sie sowohl im Crosslauf wie auch aus Skirollern als 24. des Sprints. Bei der Verfolgung auf Rollski kam sie nicht ins Ziel, beim Crosslauf-Massenstart kam sie auf den 20. Platz. Die Biathlon-Europameisterschaften 2008 in Nové Město na Moravě brachten Szőcs die Ränge 42 im Sprint, 47 in der Verfolgung und mit Rusu, Diana Mihalache und Doralina Runceanu Zehnte des Staffelrennens. Bei den Offenen Balkanmeisterschaften im Biathlon 2008 in Băile Harghita lief Szőcs auf den fünften Rang. Danach dauerte es zwei Jahre, bis die hungaro-Rumänin in Otepää erneut bei Europameisterschaften zum Einsatz kam. Im Einzel sowie im Sprint wurde sie 41., in der Verfolgung 33.
Im Skilanglauf nahm Szőcs von 2011 bis 2017 an Continental-Cup Rennen teil. Dabei holte sie März 2013 beim Balkan-Cup in Predeal über 10 km Freistil ihren ersten und einzigen Sieg. Bei den Nordischen Skiweltmeisterschaften 2013 im Fleimstal belegte sie den 78. Platz im Sprint, den 69. Rang über 10 km Freistil und den 23. Platz zusammen mit Ildikó Papp im Teamsprint. Im Februar 2015 errang sie bei den Nordischen Skiweltmeisterschaften in Falun den 62. Platz über 10 km Freistil und den 19. Platz zusammen mit Ildikó Papp im Teamsprint. Bei den Nordischen Skiweltmeisterschaften 2017 in Lahti kam sie auf den 53. Platz im Sprint und bei den Olympischen Winterspielen 2018 in Pyeongchang auf den 77. Rang über 10 km Freistil.
Ab der Saison 2011/12 trat Szőcs, die der ungarischen Minderheit Rumäniens angehört, für Ungarn an.
Nach der Saison 2017/18 beendete sie ihre Biathlonkarriere.

## Biathlon-Weltcup-Platzierungen
Die Tabelle zeigt alle Platzierungen (je nach Austragungsjahr einschließlich Olympische Spiele und Weltmeisterschaften).
- 1.–3. Platz: Anzahl der Podiumsplatzierungen
- Top 10: Anzahl der Platzierungen unter den ersten zehn (einschließlich Podium)
- Punkteränge: Anzahl der Platzierungen innerhalb der Punkteränge (einschließlich Podium und Top 10)
- Starts: Anzahl gelaufener Rennen in der jeweiligen Disziplin

| Platzierung         | Einzel | Sprint | Verfolgung | Massenstart | Staffel | Gesamt |
| ------------------- | ------ | ------ | ---------- | ----------- | ------- | ------ |
| 1. Platz            |        |        |            |             |         |        |
| 2. Platz            |        |        |            |             |         |        |
| 3. Platz            |        |        |            |             |         |        |
| Top 10              |        |        |            |             | 1       | 1      |
| Punkteränge         |        |        |            |             | 5       | 5      |
| Starts              | 14     | 38     |            |             | 5       | 57     |
| Stand: Karriereende |        |        |            |             |         |        |